# Oficina d'Administració de Terres

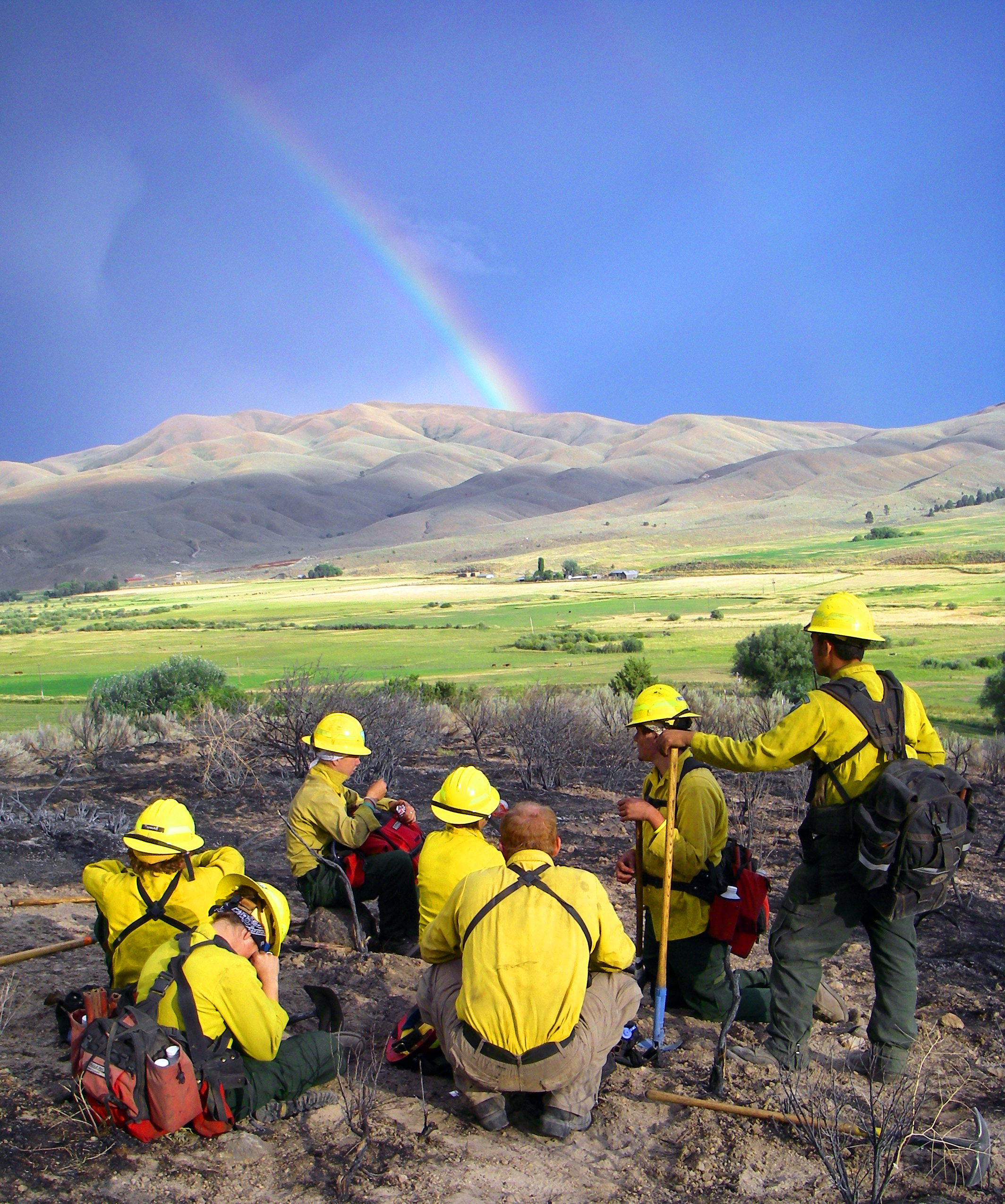
Bombers forestals de la BLM en prendre un descans durant un incendi a Oregon el 2008

L'Oficina d'Administració de Terres (Bureau of Land Management o BLM (anglès), Oficina de Administración de Tierras (castellà)) és una agència dins del Departament de l'Interior dels Estats Units que gestiona més d'1.001.000 quilòmetres quadrats de terres públiques o una vuitena part del territori del país. El president Harry S. Truman va crear la BLM el 1946 mitjançant la combinació de dues agències existents, l'Oficina General de Terres (General Land Office) i el Servei de Pasturatge (Grazing Service). L'agència també administra els drets miners del govern federal situats sota gairebé 2,8 milions de quilòmetres quadrats de terres federals i estatals, així com de terres en mans privades. La majoria de les terres públiques gestionades per la BLM es troben als 12 estats de l'oest dels Estats Units: Alaska, Arizona, Califòrnia, Colorado, Idaho, Montana, Nevada, Nou Mèxic, Oregon, Utah, Washington i Wyoming.
La missió declarada de la BLM és "sostenir la salut, la diversitat i la productivitat de les terres públiques per a l'ús i el gaudi de les generacions presents i futures (to sustain the health, diversity, and productivity of the public lands for the use and enjoyment of present and future generations). Originalment, el territori de la BLM va ser descrit com "la terra que no volia ningú." Els colons del segle xix havien deixat de banda aquestes terres per establir-se a granges i ranxos més prometedors. No obstant això, els ramaders dels Estats Units tenen prop de 18.000 permisos i arrendaments per al pasturatge de bous i ovelles a 630.000 quilòmetres quadrats de les terres públiques sota el control de la BLM. L'agència gestiona 221 àrees salvatges, 25 monuments nacionals (amb sis conjuntament amb altres organismes) i unes 636 altres àrees protegides com a part del Sistema de Conservació de Paisatges Nacionals (National Landscape Conservation System) per un total de prop de 120.000 quilòmetres quadrats o el 12% de les terres gestionades per la BLM. Hi ha més de 63.000 pous de petroli i de gas a terres públiques de la BLM; els arrendaments del sector d'energia van generar aproximadament $5,4 mil milions el 2013 per a la hisenda pública.